# V Mistrzostwa Świata w Folklorze
V Mistrzostwa Świata w Folklorze (ang. The World Championship of Folklore) – mistrzostwa świata zespołów folklorystycznych, organizowane w Nesebyrze (Bułgaria) w dniach 20-30 sierpnia 2015.

## Cel i organizacja
Organizatorem imprezy były: World Association of Folklore Festivals (WAFF), European Association of Folklore Festivals (EAFF) i World Folklore Academy we współpracy z UNESCO. Celem organizatorów jest popularyzacja tradycyjnej sztuki ludowej różnych krajów poprzez możliwości współczesnych środków masowego przekazu.

## Zwycięzcy
- 1. miejsce (Grand Prix) – Zespół Tańca Ludowego Politechniki Poznańskiej Poligrodzianie, Poznań, Polska[2],
- 2. miejsce – Cao Yuan Qing "A Yin", Mongolia Wewnętrzna, Chiny,
- 3. miejsce – zespół folklorystyczny Byłgarani, Sofia, Bułgaria,
- złoty medal w kategorii tańca ludowego – zespół Izvorash z Şipoteni, Mołdawia, zespół Liksme, Daugavpils, Łotwa oraz zespół dziecięcy Mkhedruli-4, Kobuleti, Gruzja,
- złoty medal w kategorii muzyki ludowej (orkiestralnej) – Tamburaški orkestar Dugo Selo, Dugo Selo, Chorwacja,
- złoty medal w kategorii tańca ludowego (zespół dziecięcy) – grupa taneczna Pastalnieki, Jēkabpils, Łotwa oraz grupa taneczna Chubawenka, Chubawene, Bułgaria,
- złoty medal w kategorii muzyka folklorystyczna - zespół Balti, Babīte, Łotwa, grupa muzyczna Bamdad, Mashhad, Iran, grupa Serashk, Meshhed, Iran, Jung-ah, Song i Jang, Seul, Korea Południowa oraz grupa Bolarsko nastroenie, Drjanowo, Bułgaria,
- złoty medal w kategorii autentycznego tańca ludowego – zespół Biser, Velika Kladuša, Bośnia i Hercegowina,
- złoty medal w kategorii indywidualny wykonawca – Witalij Jermaczkow, Petersburg, Rosja oraz Pawlina Christowa, Charmanli, Bułgaria,
- złoty medal w kategorii autentyczny utwór ludowy – grupa folklorystyczna Dospat, Gmina Dospat, Bułgaria[1].